# C4BPB
C4BPB (англ. Complement component 4 binding protein beta) – білок, який кодується однойменним геном, розташованим у людей на 1-й хромосомі. Довжина поліпептидного ланцюга білка становить 252 амінокислот, а молекулярна маса — 28 357.
| 10         |  | 20         |  | 30         |  | 40         |  | 50         |
| ---------- |  | ---------- |  | ---------- |  | ---------- |  | ---------- |
| MFFWCACCLM |  | VAWRVSASDA |  | EHCPELPPVD |  | NSIFVAKEVE |  | GQILGTYVCI |
| KGYHLVGKKT |  | LFCNASKEWD |  | NTTTECRLGH |  | CPDPVLVNGE |  | FSSSGPVNVS |
| DKITFMCNDH |  | YILKGSNRSQ |  | CLEDHTWAPP |  | FPICKSRDCD |  | PPGNPVHGYF |
| EGNNFTLGST |  | ISYYCEDRYY |  | LVGVQEQQCV |  | DGEWSSALPV |  | CKLIQEAPKP |
| ECEKALLAFQ |  | ESKNLCEAME |  | NFMQQLKESG |  | MTMEELKYSL |  | ELKKAELKAK |
| LL         |  |            |  |            |  |            |  |            |

A: Аланін

C: Цистеїн

D: Аспарагінова кислота

E: Глутамінова кислота

F: Фенілаланін

G: Гліцин

H: Гістидин

I: Ізолейцин

K: Лізин

L: Лейцин

M: Метіонін

N: Аспарагін

P: Пролін

Q: Глутамін

R: Аргінін

S: Серин

T: Треонін

V: Валін

W: Триптофан

Задіяний у таких біологічних процесах, як імунітет, вроджений імунітет, шлях активації комплементу, альтернативний сплайсинг. 
Секретований назовні.